# 蒸しタオル
蒸しタオル（むしタオル、英hot towel,steamed towel,steaming towel）とは、水分を含むタオルを、清拭車（せいしきしゃ）・タオルウォーマー(タオルスチーマー)や電子レンジなどで、常温において湯気が立つくらいの高い温度まで、温めたタオルのことである。
蒸しタオルはタオルに含む熱気を帯びた水蒸気や小粒の水滴によって人体へ熱刺激を与えるために使用される。理髪店では髭を柔らかくしておくために、髭を剃る前に顔に用いる。エステティックサロンやマッサージ店では顔面や体に当てることでリラクゼーション効果を得る。家庭では美容や健康のために用いる。

## 作り方
業務用には専用のタオルウォーマーが販売されている。家庭では電子レンジを用いる場合が多く、家庭での蒸しタオルの作り方の一例を示す。
1. タオルを水に浸す。
2. 少し緩めに絞る。
3. 電子レンジで1 - 2分温める。

## 使用方法
蒸しタオルを皮膚に乗せ、冷めるまで置く。蒸しタオルが冷めたら、温め直して皮膚への刺激を数回繰り返す。なお、アロマオイルを数滴加えて、香りによるリラクゼーション効果を得る方法もある。